# Malte Möller
Malte Verner Möller (ur. 24 lutego 1914 w Kviinge w gminie Östra Göinge, zm. 13 października 1997 w Nacka) – szwedzki zapaśnik walczący w stylu klasycznym. Olimpijczyk z Londynu 1948, gdzie zajął czwarte miejsce w kategorii do 52 kg.
Mistrz Szwecji w 1948 w stylu klasycznym i w 1947, 1948 i 1950 w stylu wolnym.

## Letnie Igrzyska Olimpijskie 1948
| Konkurencja          | Rundy eliminacyjne    | Rundy eliminacyjne       | Rundy eliminacyjne     | Rundy eliminacyjne       | Rundy eliminacyjne      | Klas. końcowa |
| Konkurencja          | Przeciwnik I          | Przeciwnik II            | Przeciwnik III         | Przeciwnik IV            | Przeciwnik V            | Miejsce       |
| -------------------- | --------------------- | ------------------------ | ---------------------- | ------------------------ | ----------------------- | ------------- |
| 52 kg styl klasyczny | Adolphe Lamot (BEL) Z | Reino Kangasmäki (FIN) P | Gyula Szilágyi (HUN) Z | Frithjof Clausen (NOR) Z | Pietro Lombardi (ITA) P | 4.            |